# Sonate pour piano de Françaix
Pour les articles homonymes, voir Sonate pour piano (homonymie).
La Sonate pour piano est une œuvre de Jean Françaix composée en 1960.

## Présentation
La Sonate pour piano de Jean Françaix est composée en 1960. La partition, dédiée à Idil Biret, est publiée la même année chez Schott.  
L'œuvre, malgré son titre, est plus proche de l'esprit de la suite que de la traditionnelle sonate pour piano. Ici, le terme de sonate est à prendre dans « le sens où les préclassiques l'entendaient, de musique à faire sonner, en toute liberté ».

## Structure et analyse
La Sonate pour piano, d'une durée moyenne de huit minutes trente environ, comprend quatre mouvements, :
1. Prélude, en la majeur, allegrissimo ( = 144), à 
, un prélude « dépouillé, [… à la] ligne qui court sur une basse, transportant dans tous les tons son amusant thème initial[1] » ;
2. Élégie, en ré mineur, andantino con moto ( = 80), à 
, mouvement « de couleur automnale, dans une écriture polyphonique où, entre le chant et la basse, deux voix intérieures trament ensemble leurs dessins de croches[1] » ;
3. Scherzo, en fa dièse mineur, vivace ( = 66), à 
, scherzo « pointu, hérissé de dissonances, dont on ne saurait décider s'il est goguenard ou irrité pour de bon[1] » ;
4. Toccata, en la majeur, allegretto ( = 104), à , toccata qui selon Guy Sacre prend des allures « de délicieuse quincaillerie de doubles notes, aux harmonies pleines d'imprévu », et qui serait devenue célèbre, « au même titre que la Toccata de Poulenc, si elle n'était pas un finale de sonate[1] ».

## Discographie sélective
- Jean Françaix: The Music for Solo Piano, Duo & Duet, CD 1, Martin Jones (piano), Nimbus Records NI5880, 2012[4].